# Krk (île)
Pour les articles homonymes, voir Krk.

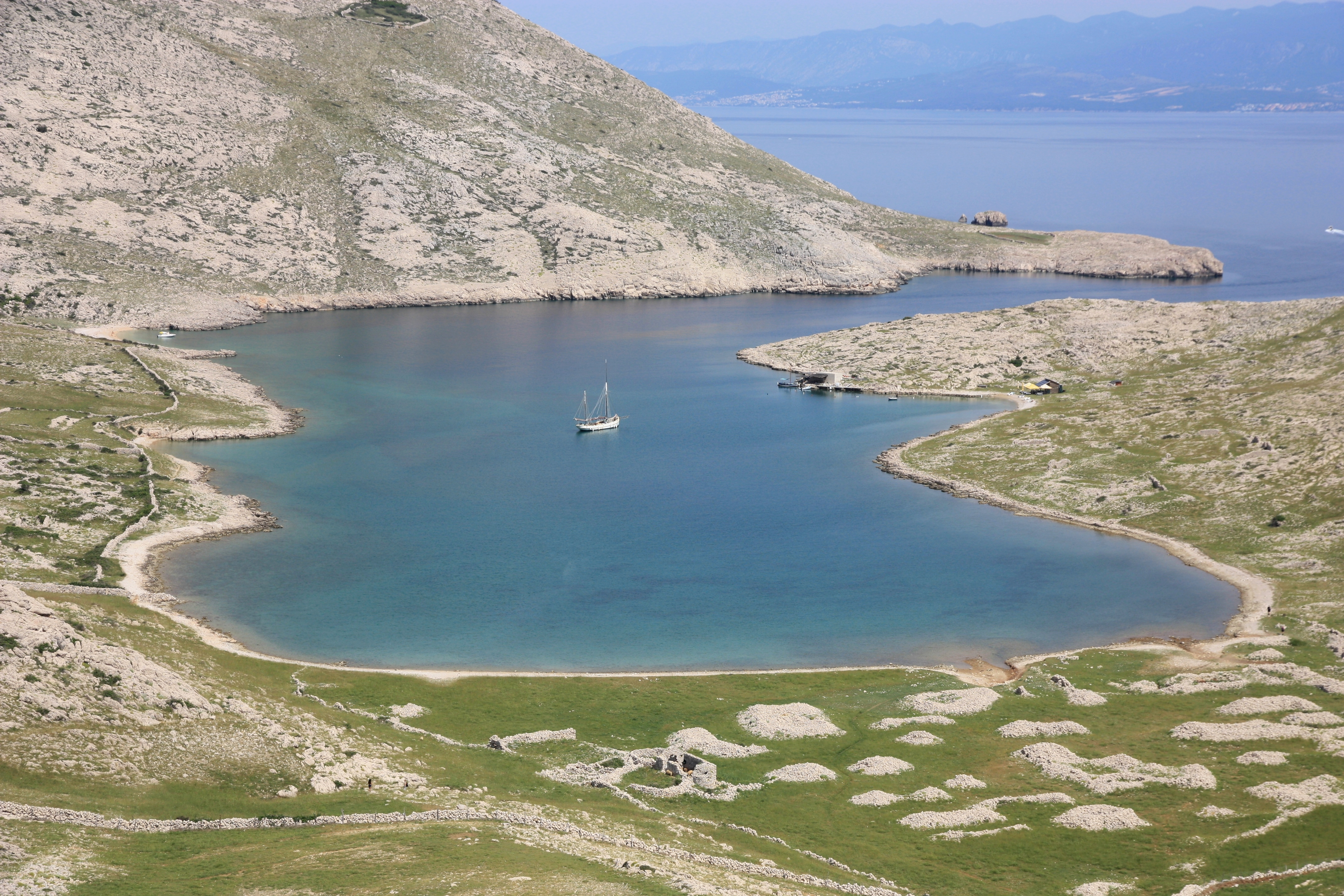
Mala Luka, dans la réserve ornithologique de Glavine, dans l'île Krk. Juin 2017.

Krk (en italien : Veglia ; en dalmate : Vikla / Vicla ; en latin : Curicta) est une île croate dans le nord de la mer Adriatique. Son nom se prononce en bosniaque, croate, monténégrin et serbe : [kr̩̂k] (keurk). Elle est située dans la baie de Kvarner et fait partie du comitat de Primorje-Gorski Kotar.
Avec ses 405,78 km2, Krk est la première île de la mer Adriatique en superficie (très légèrement supérieur à l'île de Cres). Elle se classe également première par sa population : ses villes et villages totalisaient 17 860 habitants en 2001.
Depuis 1980, un pont (anciennement le « pont de Tito ») relie l'île à la côte.

## Économie et infrastructure
À 570 mètres au plus près du continent, Krk est reliée à la terre ferme par un pont de béton de deux arches. Mesurant 1 430 mètres, c'est l'un des plus longs ponts du monde construits en béton.  Malgré cet ouvrage d'art, l'île a conservé toute sa vocation maritime.
En raison de la proximité avec Rijeka, le village de Omišalj accueille l'aéroport de Rijeka ainsi qu'une raffinerie de pétrole (liée aux installations pour tankers du port). Un monastère se trouve sur l'île de Košljun.
Krk est une destination touristique populaire, grâce à sa situation et sa proximité avec le Sud de l'Allemagne, de l'Autriche et le Nord de l'Italie. Depuis l'effondrement du bloc de l'Est, beaucoup de touristes sont originaires de ces pays, notamment de la Hongrie et de la Roumanie.

## Histoire
L'île est habitée depuis le Xe siècle av. J.-C.
En septembre 49 av. J.-C., durant la guerre civile romaine, la baie a vu la flotte de Pompée défaire celle de Jules César.
Les Romains et les Illyriens romanisés l'appelaient Curicta : on y a parlé le dialecte végliote de la langue dalmate (langue romane qui s'est éteinte avec son dernier locuteur en 1898). 
L'arrivée des Slaves, à partir du VIe siècle, a changé le nom de l'île en Krk et une nouvelle culture s'y est épanouie : la culture croate. De la littérature variée en alphabet glagolitique a été créée et est restée en partie préservée sur l'île, notamment la Stèle de Baška, considérée comme le plus vieux texte écrit en croate.
Krk était également le siège d'évêques médiévaux et d'une importante noblesse : les Frankopan (it. Frangipane). 

### Langues, culture et religion
Sous l'évêque Anton Mahnić (1896-1920), l'académie « Vieille-Slave » a été créée en 1902 et a fonctionné jusqu'en 1927.
Le dalmate, une langue romane, est une des langues traditionnelles de la ville qui possèdait un dialecte propre : le végliote. Le dernier locuteur de la langue dalmate, Tuone Udaina, a vécu toute sa vie à Veglia.

## Ville et communes

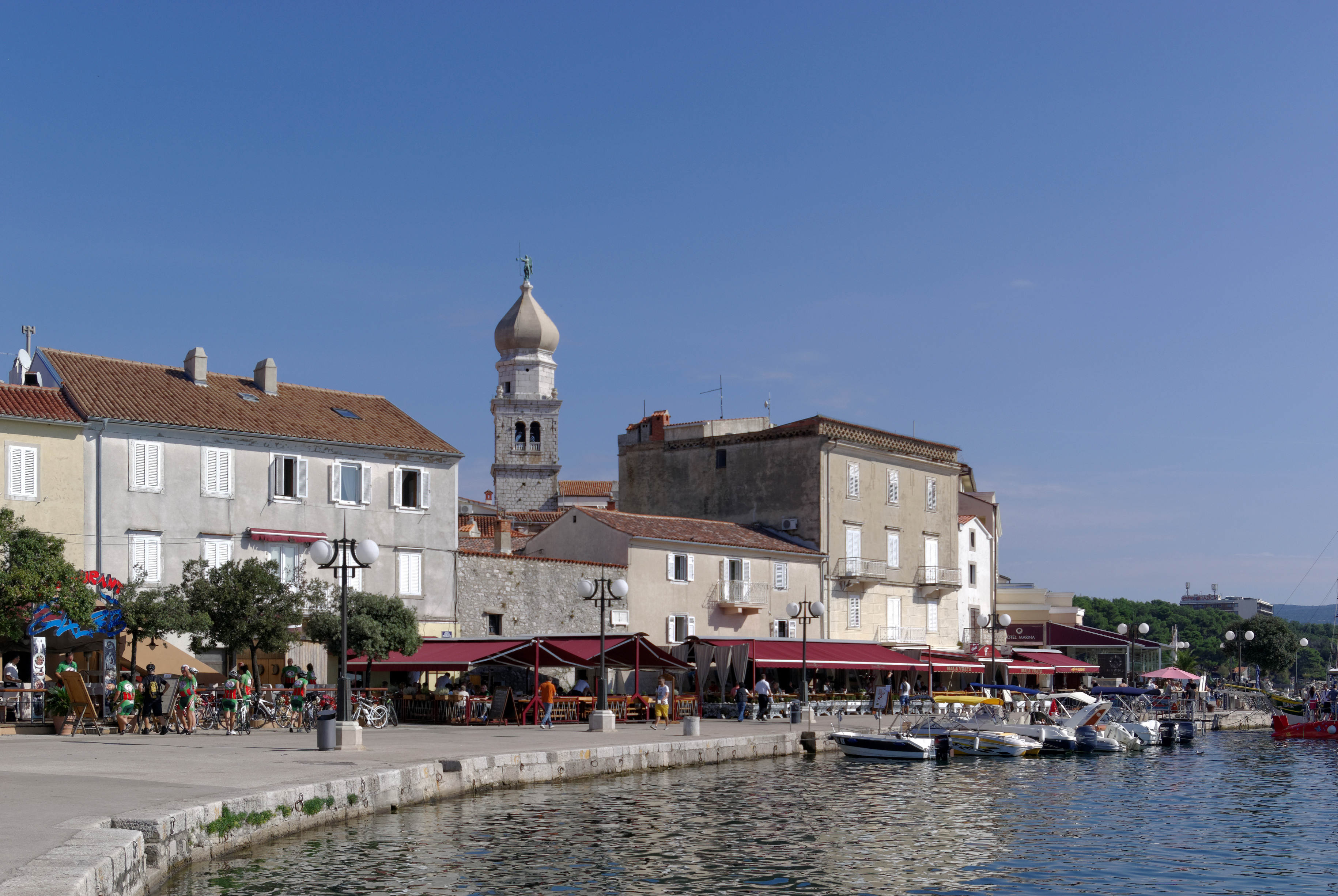
Ville de Krk
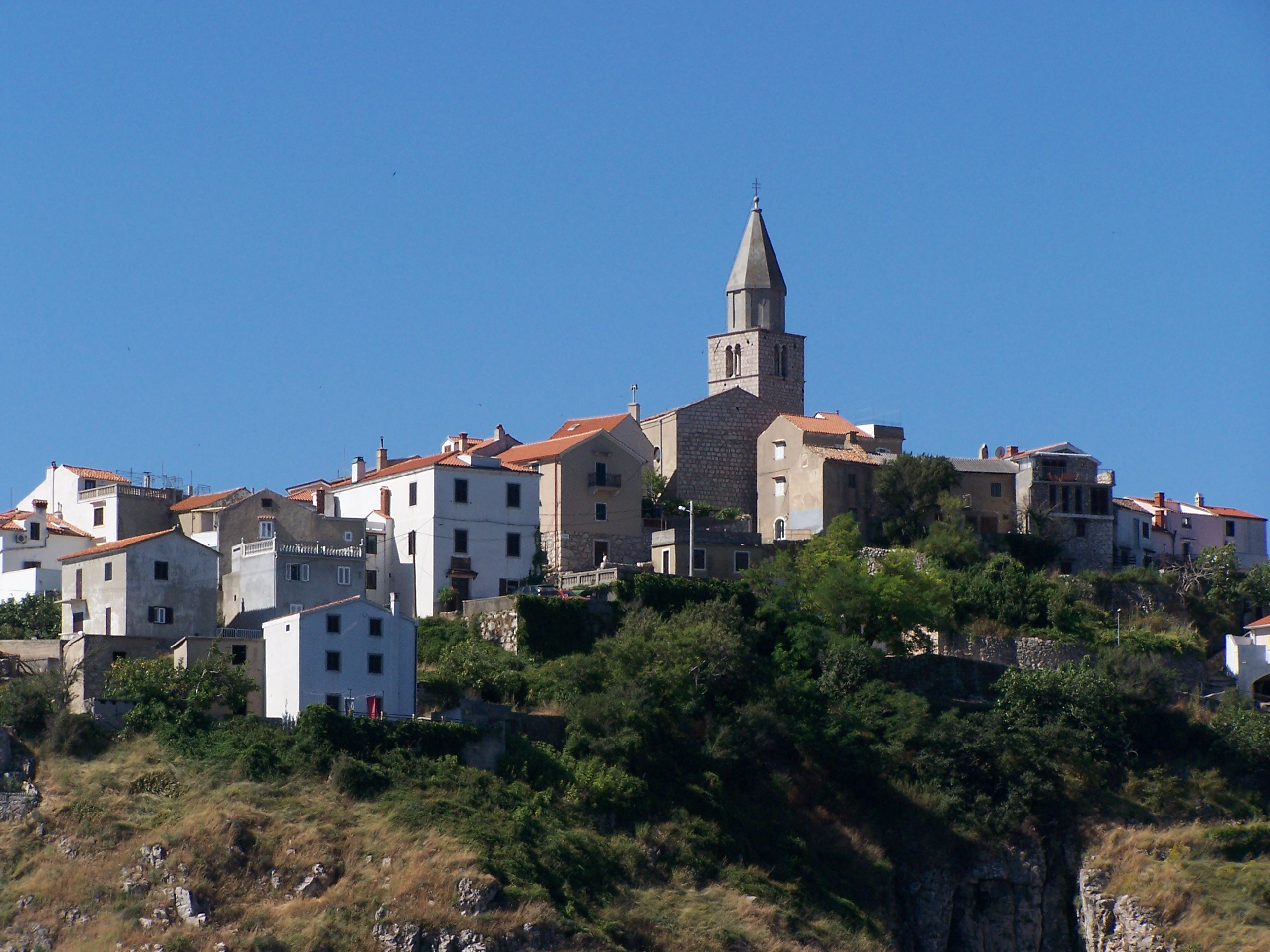
Village de Vrbnik

Les principales agglomérations sont :
Ville
- Krk : 5 491 hab. en 2001 ;

Communes (chef-lieu)
- Omišalj : 2 998 hab. en 2001 (Omišalj) ;
- Malinska-Dubašnica : 2 726 hab. en 2001 (Malinska) ;
- Punat : 1 876 hab. en 2001 (Punat) ;
- Dobrinj : 1 970 hab. en 2001 (Dobrinj) ;
- Baška : 1 554 hab. en 2001 (Baška) ;
- Vrbnik : 1 245 hab. en 2001 (Vrbnik).

## Patrimoine

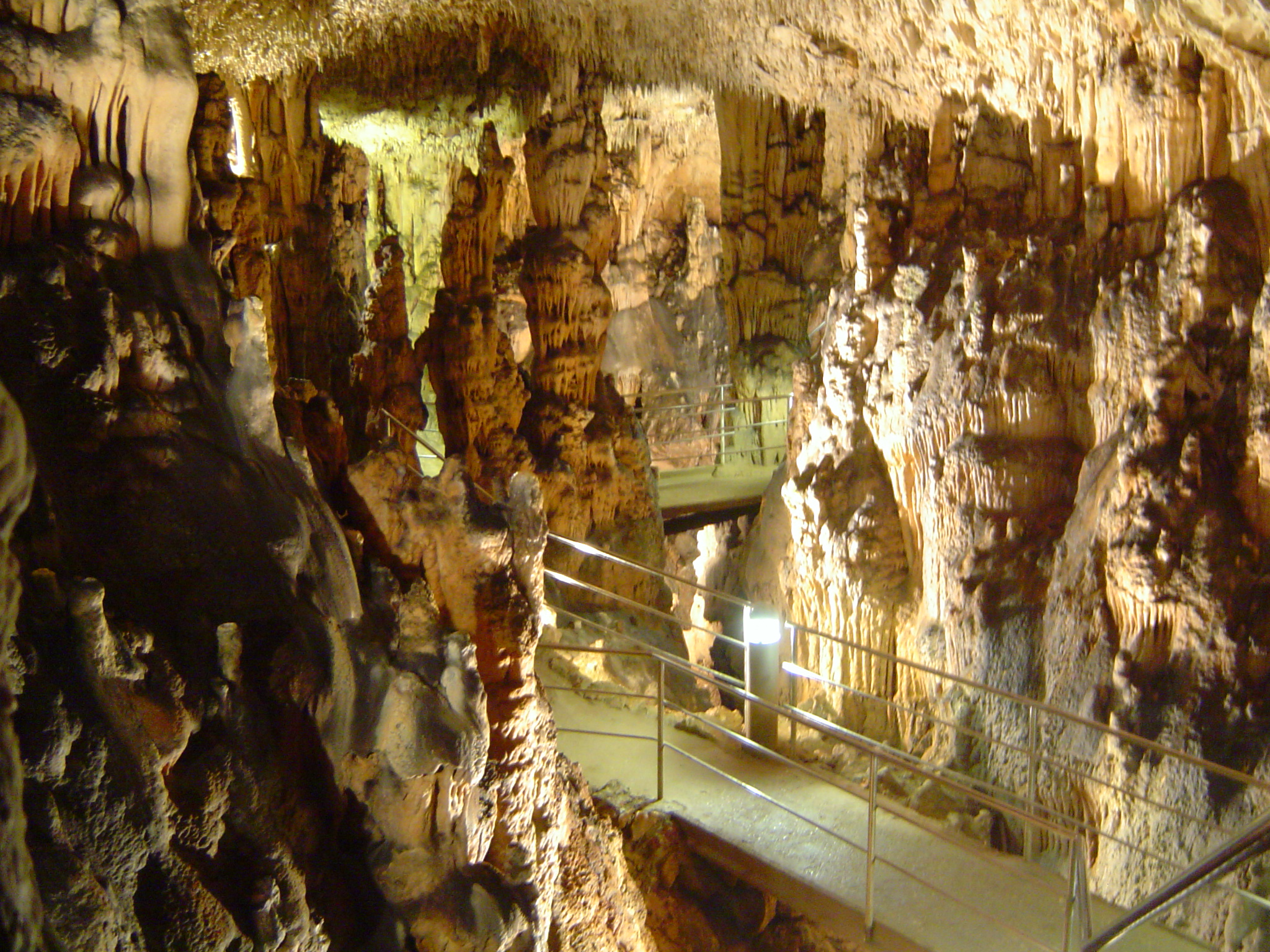
Grotte Biserujka à proximité de Rudine.

La grotte touristique de Biserujka se trouve près du village de Rudine sur le territoire de la commune de Dobrinj.